# Bahnhof Rotterdam Centraal
Rotterdam Centraal ist der Hauptbahnhof der niederländischen Hafenstadt Rotterdam. Er ist ein Verkehrsknotenpunkt der niederländischen Eisenbahn und zählt deshalb mit 102.866 (2024) Passagieren pro Tag zu den wichtigsten Bahnhöfen der Niederlande. Es verkehren hier nationale Fern- und Nahverkehrszüge sowie der Beneluxtrain nach Brüssel und der Eurostar nach Paris. Weiterhin verkehren hier die städtischen Bus- und Straßenbahnlinien (Straßenbahn Rotterdam) sowie die städtische Metro. Weiters ist die Stadtbahnstrecke nach Den Haag (Linie E der RandstadRail) über die Metro Rotterdam an den Bahnhof angebunden, wobei die die Züge von Den Haag weiter bis zum U-Bahnhof Slinge geführt werden.
Der Bahnhof ist an die internationale HSL-Zuid, die Teil der Hochgeschwindigkeitsstrecke Amsterdam – Antwerpen (– Brüssel – Paris) ist, angeschlossen. Da bis zum Jahr 2025 ein massiver Anstieg der Passagierzahlen auf 323.000 prognostiziert ist, wurde der Bahnhof quasi neu gebaut, wobei die Umgestaltung des Bahnhofsbereiches nach Entwürfen von Benthem Crouwel Architekten ein Schlüsselprojekt in der Rotterdamer Stadtentwicklung war.

## Geschichte

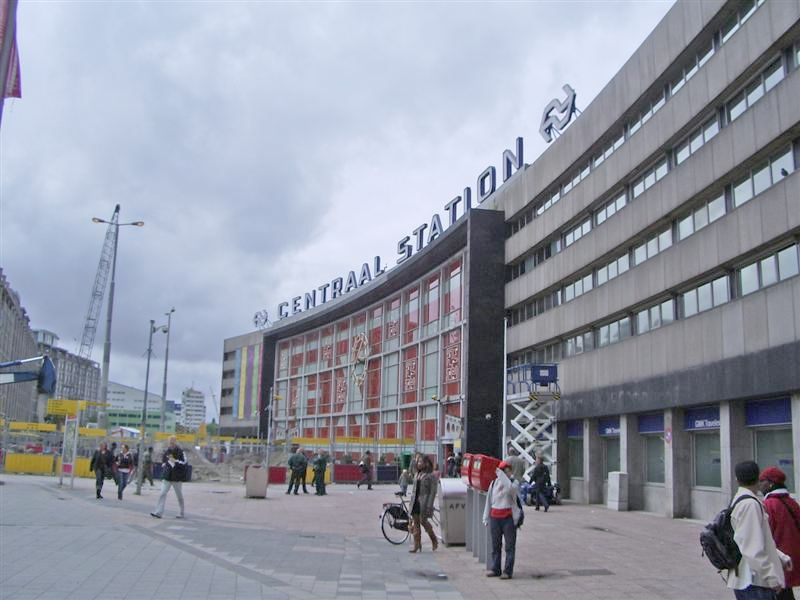
Haupteingang des alten, inzwischen abgerissenen Bahnhofsgebäudes

Vor dem Zweiten Weltkrieg hatte Rotterdam keinen Hauptbahnhof. Es bestanden vier kleinere Bahnhöfe im Zentrum der Stadt: „Delftse Poort“ (Richtung Schiedam und Dordrecht), „Beurs“ (Richtung Dordrecht), „Maas“ (Richtung Gouda und Utrecht) und „Hofplein“ (Richtung Den Haag und Scheveningen). Züge aus der Richtung Utrecht hatten von 1858 bis 1953 ihren Endpunkt bei der Station „Maas“. Die Station „Delftse Poort“ wurde am 14. Mai 1940 durch ein Bombardement zerstört, die anderen drei Stationen schwer beschädigt.
1957 wurde die Centraal Station, entworfen von dem Architekten van Ravesteyn, im Westen der früheren Station „Delftse Poort“ gebaut und galt als Teil des Wiederaufbaues von Rotterdam. Der Kopfbahnhof Hofplein, der vom neuen Bahnhof aus fußläufig erreichbar war, blieb erhalten.

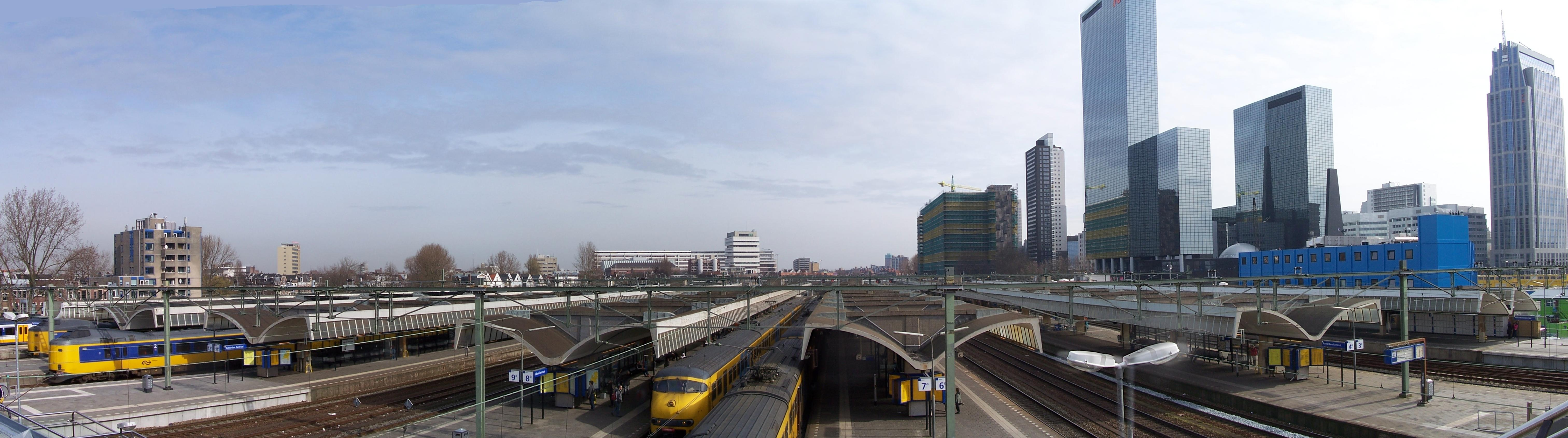
Panorama des Bahnhofes noch mit alten Bahnsteiganlagen, aber schon abgebrochenem Empfangsgebäude

Ab 2005 wurde mit einem Neubau begonnen, mit dem auch Änderungen der Verkehrsführung verbunden waren; am auffälligsten war die Integration der Bahnlinie des früheren Bahnhofes Hofplein durch eine Tunnelschleife. Der Neubau wurde 2014 eröffnet. Die Pläne stammten von einer ARGE der Büros Benthem Crouwel, MVSA und West 8.

## Streckenverbindungen
Im Jahresfahrplan 2022 bedienen folgende Linien den Bahnhof Rotterdam Centraal:
| Zugtyp           | Linienverlauf | Frequenz |
| ---------------- | --- | --- |
| Eurostar         | Amsterdam Centraal – Rotterdam Centraal – Bruxelles-Midi – Lille Europe – St Pancras | 2× täglich |
| Eurostar         | Amsterdam Centraal – Schiphol Airport – Rotterdam Centraal – Antwerpen-Centraal – Bruxelles-Midi/Brussel-Zuid – Paris-Nord | 11× täglich |
| Eurostar         | Amsterdam Centraal – Schiphol Airport – Rotterdam Centraal – Antwerpen-Centraal – Bruxelles-Midi/Brussel-Zuid – Lille Europe – Chambéry-Challes-les-Eaux – Albertville – Moûtiers-Salins-Brides-les-Bains – Aime-La Plagne – Landry – Bourg-Saint-Maurice | wöchentlich |
| Intercity direct | Amsterdam Centraal – Schiphol Airport – Rotterdam Centraal – Breda | halbstündlich |
| Intercity direct | Amsterdam Centraal – Schiphol Airport – Rotterdam Centraal | halbstündlich |
| Intercity direct | Amsterdam Centraal – Schiphol Airport – Rotterdam Centraal – Breda – Antwerpen-Centraal – Mechelen – Bruxelles-Central/Brussel-Centraal – Bruxelles-Midi/Brussel-Zuid                                                                                     | halbstündlich |
| Intercity        | Rotterdam Centraal – Utrecht Centraal – Amersfoort Centraal – Zwolle – Groningen | stündlich |
| Intercity        | Leeuwarden – Meppel – Zwolle – Amersfoort Centraal – Utrecht Centraal – Rotterdam Centraal | stündlich |
| Intercity        | Den Haag Centraal – Den Haag HS – Delft – Rotterdam Centraal – Breda – Tilburg – Eindhoven Centraal | halbstündlich |
| Intercity        | Utrecht Centraal – Amsterdam Centraal – Schiphol Airport – Den Haag HS – Rotterdam Centraal | stündlich (Nachtnet) |
| Intercity        | Amsterdam Centraal – Amsterdam Sloterdijk – Haarlem – Leiden Centraal – Den Haag HS – Delft – Rotterdam Centraal – Dordrecht – Roosendaal – Vlissingen | halbstündlich (hält stündlich sowie abends und am Wochenende ganztägig an allen Bahnhöfen zwischen Bergen op Zoom und Vlissingen) |
| Intercity        | Lelystad Centrum – Almere Centrum – Amsterdam Zuid – Schiphol Airport – Leiden Centraal – Den Haag HS – Delft – Rotterdam Centraal – Dordrecht | halbstündlich (kein Verkehr nach 20 Uhr)                                                                                          |
| Intercity        | Rotterdam Centraal – Gouda – Utrecht Centraal | halbstündlich (kein Verkehr nach 21 Uhr)                                                                                          |
| Intercity        | Arnhem Centraal – Ede-Wageningen – Utrecht Centraal – Amsterdam Zuid – Schiphol Airport – Leiden Centraal – Den Haag HS – Delft – Schiedam Centrum – Rotterdam Centraal                                                                                   | halbstündlich (kein Verkehr nach 20 Uhr und am Wochenende)                                                                        |
| Intercity        | Dordrecht – Rotterdam Centraal – Schiedam Centrum – Delft – Den Haag HS – Leiden Centraal – Schiphol Airport – Amsterdam Zuid – Utrecht Centraal – ’s-Hertogenbosch – Eindhoven Centraal – Helmond – Venlo                                                | halbstündlich (fährt nur abends und sonntags)                                                                                     |
| Intercity        | Rotterdam Centraal – Eindhoven Centraal | stündlich (Nachtnet) |
| Sprinter         | Uitgeest – Zaandam – Amsterdam Centraal – Breukelen – Woerden – Gouda – Rotterdam Centraal | halbstündlich |
| Sprinter         | Den Haag Centraal – Den Haag HS – Delft – Rotterdam Centraal – Dordrecht | halbstündlich |
| Sprinter         | Den Haag Centraal – Den Haag HS – Delft – Rotterdam Centraal – Dordrecht | halbstündlich |
| Sprinter         | Rotterdam Centraal – Dordrecht | halbstündlich (kein Verkehr nach 20 Uhr und am Wochenende)                                                                        |
| Sprinter         | Rotterdam Centraal – Gouda – Gouda Goverwelle | halbstündlich (nur in der HVZ) |

## Öffentlicher Nahverkehr
Am Bahnhof Rotterdam Centraal sind die Züge der Metrolinien D und E, alle Straßenbahnlinien außer der Linie 2 und zahlreiche Buslinien – alle Verkehrsträger der städtischen Rotterdamse Elektrische Tram (RET) – mit dem Eisenbahnverkehr verknüpft.